# T. Rowe Price
T. Rowe Price è un'azienda di investimenti statunitense quotata con sede a Baltimora nel Maryland. Fu fondata nel 1937 da Thomas Rowe Price, Jr. La società offre fondi comuni di investimento, fondi previdenziali, servizi di consulenza e gestione personalizzata, per istituzioni, fondi pensione e intermediari finanziari.
Quotata sul NASDAQ dal 1986, la società è indipendente e focalizzata esclusivamente sulla gestione degli investimenti. Offre strategie azionarie e obbligazionarie su una molteplicità di asset class e settori, attraverso uffici in 48 paesi. La massa amministrata è stata nel 2017 di 991,1 miliardi di dollari.

## Storia
Il fondatore  è conosciuto per essere uno dei padri dello stile d'investimento "Growth".
La vocazione all’eccellenza nella gestione è testimoniata dalle più importanti società di rating a livello mondiale ed è alimentata dalla piattaforma interna di ricerca e gestione - una delle più grandi al mondo, con oltre 595 professionisti dedicati (al 30 giugno 2018).
T. Rowe Price sin dall'IPO ha sempre distribuito dividendi, cresciuti costantemente ogni anno ed il suo bilancio evidenzia una forte stabilità finanziaria, con quasi 3 miliardi di Usd in liquidità e nessun debito di lungo termine.